# 交響曲第4番 (フランツ・シュミット)
交響曲第4番ハ長調は、フランツ・シュミットが一人娘の追悼のために1932年から翌1933年にかけて作曲した交響曲である。この曲は1934年1月10日にウィーンのウィーン楽友協会演奏会にてウィーン交響楽団により初演された。

## 楽器編成
フルート3、オーボエ2、イングリッシュホルン、クラリネット2、バスクラリネット、ファゴット2、コントラファゴット、ホルン4、トランペット3、トロンボーン3、バスチューバ、ティンパニ、ハープ2、弦五部、

## 演奏時間
約47分。

## 楽曲構成
単一楽章だが、実際には単一楽章の中に4楽章制の要素が取り入れられ、それぞれ3つないし4つに分けられている。
第1部 Allegro molto moderato
3/4拍子 冒頭の独奏トランペットによる主題は全曲の中核を形成している。この主題は次第に発展しながら一端クライマックスになり、ホルンの旋律の上でオーボエが副主題を提示し、ヴァイオリンやクラリネットに受け継がれる。やがてこの主題を元にした経過部がヴァイオリンに現れる。ヴァイオリンが第2の副主題を提示すると、ハープが分散和音でこれを繰り返し、発展しながら転調して反復される。192小節から第2ハープが入って発展を迎える。静かになると冒頭のホルンによる主題が再び現れて展開していく。先のヴァイオリンによる副主題をベースにした展開部が築かれてテンポが弱まると、これと同じ主題が2回現れて第1部を締めくくる。
第2部 Adagio
8/8拍子 独奏チェロが歌謡的な主題を提示する。中間部はティンパニを伴った葬送行進曲的な側面を有している。
第3部 Molto vivace
6/8拍子。ヴィオラがスケルツォ主題を奏した後、ヴァイオリンが加わるというフーガ風の部分を持つ。
第4部 Allegro molto moderato
3/4拍子。冒頭の主題により、全曲が締めくくられる。